# Hrvoje Jukić
Hrvoje Jukić (Split, 1. kolovoza 1938. – ?, 5. listopada 2006.) bio je hrvatski nogometaš i trener. Poznat kao dribler i po točnom i jakom udarcu. Prvi mu je klub bio splitski  Hajduk za kojega je odigrao svega dvije službene utakmice. Prva mu je bila u Kupu maršala Tita 1956./57. 1. kolovoza 1956. protiv Šibenika, a druga u Prvoj saveznoj ligi Jugoslavije 1956./57. protiv subotičkog Spartaka u Splitu koji je završio remijem, 2:2.
Osim Hajduka Jukić je igrao za zagrebačku Lokomotivu (1956. – 1960.), Trešnjevku (1960. – 1966,) i Dinamo (1966. – 1968.), Valenciennes (1968. – 1969.), Olimpiju Ljubljanu (1969. – 1970.) i Sturm Graz (1970. – 1971.). 
Kraće vrijeme nakon igračke karijere trenira Zagrebačke plave i Trešnjevku.
Statistika u Hajduku
| Natjecanje        | Nastupi | Zgoditci |
| ----------------- | ------- | -------- |
| Prvenstvo         | 1       | 0        |
| Kup               | 1       | 0        |
| Superkup          | 0       | 0        |
| Međunarodne       | 0       | 0        |
| Splitski podsavez | 0       | 0        |
| Ukupno            | 2       | 0        |
| Prijateljske      | 10      | 0        |
| Sveukupno         | 12      | 0        |

Statistika u Dinamu
| Natjecanja          | Nastupi | Zgodici |
| ------------------- | ------- | ------- |
| Prvenstva           | 29      | 5       |
| Kupovi              | 5       | 3       |
| Europska natjecanja | 14      | 5       |
| Ukupno              | 39      | 13      |
| Nastupao            | od      | do      |
| Nastupao            | 1967.   | 1968.   |